# Wärmeeindringkoeffizient
Der Wärmeeindringkoeffizient {\displaystyle b} ist eine Werkstoffeigenschaft aus der Thermodynamik, der unter anderem in der Bauphysik verwendet wird. Im Zusammenhang mit thermischen Wellen wird auch die Bezeichnung Effusivität mit dem Formelzeichen {\displaystyle e} verwendet.
Eine verwandte Größe ist die Temperaturleitfähigkeit.
| Stoff                     | {\displaystyle b} in {\displaystyle \mathrm {\frac {kJ}{K\,m^{2}\,{\sqrt {s}}}} } |
| ------------------------- | --------------------------------------------------------------------------------- |
| Dämmstoff (Mineralfasern) | 0,06                                                                              |
| Kork                      | 0,10                                                                              |
| Holz                      | 0,4 … 0,5                                                                         |
| Gummi                     | 0,6                                                                               |
| menschliche Haut          | 1,0 … 1,3                                                                         |
| Glas                      | 1,3 … 1,5                                                                         |
| Wasser                    | 1,6                                                                               |
| Beton                     | 1,8 … 2,2                                                                         |
| Stahl                     | 14,0                                                                              |
| Kupfer                    | 36,0                                                                              |

## Definition und Einheit
Wärmeeindringkoeffizient ist definiert als:
{\displaystyle b={\sqrt {\lambda \cdot \rho \cdot c}}.}
mit
- {\displaystyle \lambda } Wärmeleitfähigkeit in W / (m·K)
- {\displaystyle \rho } Dichte in kg / m³
- {\displaystyle c} spezifische Wärmekapazität in J / (kg K).

Der Wärmeeindringkoeffizient hat die SI-Einheit {\displaystyle \mathrm {\frac {J}{K\,m^{2}\,{\sqrt {s}}}} }.
Er ist eine temperaturabhängige Stoffeigenschaft, da vor allem die Dichte temperaturabhängig ist.

## Beschreibung
Werden zwei halbunendlich ausgedehnte Körper mit unterschiedlichen Anfangstemperaturen {\displaystyle T_{1}} und {\displaystyle T_{2}} in perfekten thermischen Kontakt gebracht, so kann die Kontakttemperatur {\displaystyle T_{m}} (d. h. die Temperatur der Kontaktfläche) mit den Wärmeeindringkoeffizienten {\displaystyle b_{1}} und {\displaystyle b_{2}} der beiden Stoffe bestimmt werden:
{\displaystyle T_{m}=T_{1}+{\frac {b_{2}}{b_{1}+b_{2}}}(T_{2}-T_{1})={\frac {b_{1}\cdot T_{1}+b_{2}\cdot T_{2}}{b_{1}+b_{2}}}.}
Mit dieser Formel lässt sich auch die Anfangskontakttemperatur endlicher Körper gut abschätzen.
Praktisch erfahrbar ist der Wärmeeindringkoeffizient, wenn man mit der bloßen Hand verschiedene Stoffe gleicher Temperatur berührt:
- Stoffe mit hohem Wärmeeindringkoeffizienten (z. B. Metalle) werden als besonders kalt empfunden, wenn ihre Temperatur unter derjenigen der Haut liegt.
- Stoffe mit niedrigem Wärmeeindringkoeffizienten (z. B. Dämmstoffe oder Holz) werden hingegen bei derselben Temperatur als wärmer empfunden.

Entsprechendes gilt auch, wenn der Körper wärmer als die Haut ist.